# پائول لانه
پائول لانه (انگلیسی: Paul Lange; ۶ فوریهٔ ۱۹۳۱ – ۱۵ مارس ۲۰۱۶) قایقران کانو اهل آلمان بود.